# Цыгикало, Пётр Петрович
Пётр Петрович Цыгикало (27 июня 1918 — 10 июля 1998) — механик-водитель танка 4-го танкового полка 35-й механизированной бригады 1-го механизированного корпуса 2-й гвардейской танковой армии 1-го Белорусского фронта, старший сержант — на момент представления к награждению орденом Славы 1-й степени.
Родился 27 июня 1918 года в станице Староминская Краснодарского края в семье крестьянина. Русский. Окончил 4 класса. Работал трактористом в колхозе.
В Красной Армии с декабря 1938 года. Участвовал в советско-финской войне 1939—1940 годов.
В боях Великой Отечественной войны с июня 1941 года. Принимал участие в освобождении Белоруссии, Польши, в боях на территории Германии, в штурме Берлина.
Механик-водитель танка 4-го танкового полка (35-я механизированная бригада, 1-й механизированный корпус, 28-я армия, 1-й Белорусский фронт) старший сержант Пётр Цыгикало 2 июля 1944 года во время атак противника в районе населенного пункта Евличи Слуцкого района Минской области Белоруссии, раздавив гусеницами полевое орудие и проделав проходы для стрелковых подразделений, содействовал развитию наступления.
Приказом от 17 августа 1944 года за мужество и отвагу, проявленные в боях, старший сержант Цыгикало Пётр Петрович награждён орденом Славы 3-й степени (№ 204108).
Механик-водитель танка 4-го танкового полка (35-я механизированная бригада, 1-й механизированный корпус, 2-я гвардейская танковая армия, 1-й Белорусский фронт) старший сержант Пётр Цыгикало 17-18 января 1945 года в бою за города Сохачев и Лович (Польша) в составе экипажа подавил артиллерийскую батарею, поразил свыше двадцати гитлеровцев, разбил несколько автомашин.
Приказом по 2-й гвардейской танковой армии от 14 февраля 1945 года за мужество и отвагу, проявленные в боях, старший сержант Цыгикало Пётр Петрович награждён орденом Славы 2-й степени (№ 11740).
20 апреля 1945 года танк, в котором механиком-водителем был Пётр Цыгикало, в боях за город Бернау (Германия) ворвался на его улицы и уничтожил четыре пушки, обоз с боеприпасами, поджег пять автомашин с грузами и пехотой.
В боях за столицу фашистской Германии — город Берлин Пётр Цыгикало 22-30 апреля 1945 года в составе экипажа подавил четыре пулеметные точки, вывел из строя свыше десяти автоматчиков.
Указом Президиума Верховного Совета СССР от 15 мая 1946 года за образцовое выполнение заданий командования в боях с немецко-фашистскими захватчиками старший сержант Цыгикало Пётр Петрович награждён орденом Славы 1-й степени (№ 1382), став полным кавалером ордена Славы.
В мае 1946 года П. П. Цыгикало демобилизован из Вооруженных Сил СССР. Жил в станице Староминская. Работал машинистом тепловоза.
9 мая 1978 года полному кавалеру ордена Славы П. П. Цыгикало было поручено почетное право зажечь Вечный огонь на открытии в станице Староминской мемориального комплекса в честь погибших в Великую Отечественную войну земляков.
Скончался 10 июля 1998 года. Похоронен на кладбище станицы Староминской.
Награждён орденом Отечественной войны 1-й степени, орденами Славы 1-й, 2-й и 3-й степени, медалями.
Почетный гражданин станицы Староминская.